# Microcentrus auritus
Microcentrus auritus är en insektsart som beskrevs av Ball 1933. Microcentrus auritus ingår i släktet Microcentrus och familjen hornstritar. Inga underarter finns listade i Catalogue of Life.